# Chó bò Anh
Chó bò Anh (English Bulldog) hay Chó Phúc Bull (Bulldog) hay chó mặt bò là một giống chó đầu to, khoẻ và dũng cảm của Vương quốc Anh, Chó Bull là giống chó có nguồn gốc từ chó ngao châu Á cổ xưa nhưng chỉ thực sự phát triển ở nước Anh. Ban đầu chúng được lai tạo dùng để đấu với bò trong những cuộc chơi máu me, sau đó dùng để giữ nhà. Được chọn là con vật lấy phước của nhiều trường đại học và tổ chức ở Anh và Mỹ, ngày nay chó Bun ngày càng được nhiều người chọn nuôi do tính tình và ngoại hình của chúng. Chúng còn là loài hay ăn và lười vận động nên dễ bị béo phì. Chúng còn là một trong những giống chó đắt nhất với mức giá từ 2.500 - 9.000 USD một con.

## Tổng quan
Giống chó này đã có một lịch sử phát triển khá là lâu đời. Tên gọi Bulldog xuất phát từ hình dáng chắc khỏe như loài bò tót và sức mạnh của chúng, xuất phát từ hình dáng bề ngoài của nó rất hầm hố vững chắc, có thể nói là dữ dằn, giống như những chú bò tót cơ bắp và sở hữu một sức mạnh đáng nể, luôn tràn đầy sinh khí và sẵn sang chiến đấu, đặc biệt từ sức mạnh khi tấn công những con bò trong các cuộc chiến đấu bất phân thắng bại. Những cuộc đấu đẫm máu này về sau vào thế kỷ XIX đã bị cấm tổ chức vĩnh viễn cho đến nay. Chó Bun đã trải qua sự thay đổi lớn, đặc biệt là suốt thế kỷ XIX, khi mà những cuộc thi chó tiêu chuẩn được diễn ra.
Thời gian đầu, chó bulldog được dùng làm chó nhử đấu với bò mộng (bull baiting). Lúc ấy chúng có chân cẳng cao hơn hậu duệ chúng sau này. Năm 1835, trò chơi chó mồi nhử đấu bò mộng bị cấm ở Anh quốc, thì chó Bulldog được chuyển qua trò chơi chó đấu chó hay còn gọi là chọi chó, nhưng ở lĩnh vực này, loại Bulldog ít được ưa chuộng bằng loại Bull Terrier vì giống này nhỏ gọn hơn dễ dàng dấu diếm hơn khi các cơ quan kiểm tra việc chọi chó bất hợp pháp. Từ dó giống Bulldog không phổ biến. Nhưng sau đó, hình ảnh của chúng đã trở nên sôi động lại để trở thành loại chó kiểng phổ biến. Chính loài chó này có thể coi là trong những nhân tố quan trọng góp phần tạo nên một số những loại chó mới bằng công nghệ lai tạo. Thường thì người ta sẽ lựa chọn những đặc tính ưa Việt của chúng để lai tạo ra những sản phẩm chó mới như Chó Bully hay Chó sục Bun.
Chính vì những đặc tính tốt ở loài chó này mà đã được các nhà lai tạo giống chọn lựa. Loài chó này chân ngắn, mặt không được đẹp lắm và hay lè lưỡi nhưng chúng rất dịu dàng, dũng cảm và dễ dàng chải lông. Bulldog này vốn sở hữu vẻ mặt dữ dằn và hơi bặm trợn nhưng cũng chảy xệ đáng yêu. Chúng có nếp nhăn trán và má rất đặc trưng. Hai lỗ mũi hếch lên như đang đánh hơi. Chó Bun rất dễ gần và thân thiện với con người, chúng chỉ gây hấn với những người lạ có ý định xâm phạm lãnh thổ, đây là một nòi chó thích hợp để canh gác cửa nhà. Ngày nay, chó Bun có những tính cách và đặc điểm tương đối khác xa so với tổ tiên của chúng.

## Đặc điểm

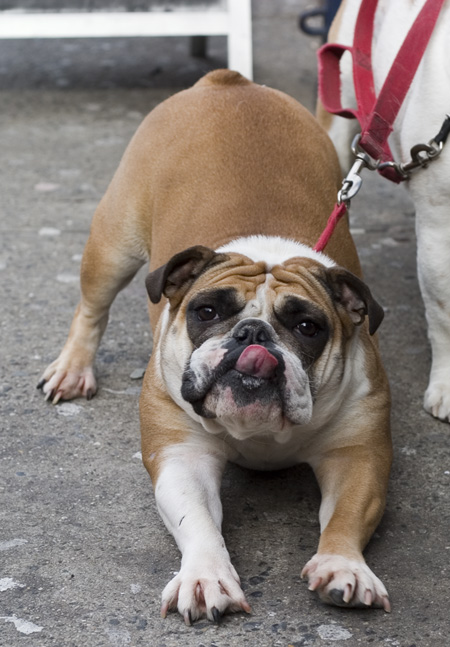
Một con chó Bun đang vươn vai

Một số đặc điểm nổi bật của chó Bun là có một vẻ đẹp đặc trưng ấn tượng bởi vẻ bề ngoài oai vệ của chúng. Chó Bun có thân hình thấp nhưng to ngang chắc lẳn. Chúng cao từ 12 - 16 inches (31 – 40 cm). Cân nặng từ 53 - 55 pounds (24– 25 kg), chó cái 49 – 51 pounds (22 – 23 kg). Chúng có cái đầu tròn to khoẻ mạnh và rộng. Đầu của Bulldog cần phải rộng, càng rộng càng tốt, nó thể hiện đó là một con chó tốt. Hai má to đội lên dưới đôi mắt. Một trong những đặc điểm nhận dạng điển hình của loài chó này là da mặt và trán chảy xếp thành từng lớp. Mũi ngắn, hếch, to và có màu đen. Hai lỗ mũi rộng luôn hếch lên trên như thể đánh hơi. Bulldog có đôi mắt tròn xoe màu tối sẫm, khá cách xa nhau và hơi cụp xuống về phía đuôi mắt, màu mắt chó thường có màu đen. Tai nhỏ và mỏng, luôn ở trạng thái cụp. Đuôi ngắn, thường cụp hoặc buông thõng.
Lông màu đỏ, nâu, vàng hoặc trắng. Thường thì chúng có một bộ lông ngắn, nằm sát thân với những màu lông khá đa dạng như nâu, trắng, vàng và thường là tổ hợp của những màu trên. Với đôi chân ngắn vuông góc với thân hình thấp bè, Bulldog luôn có một dáng đi rất đặc trưng và oai vệ. Với mỗi một loài chó, ngoài những tiêu chí về dáng, hình thể thì bộ lông cũng ảnh hưởng khá nhiều đến mức độ đẹp nên thường xuyên chăm sóc bộ lông cho chúng. Chúng sở hữu một bộ lông ngắn, mượt mà. Không nhất thiết là tắm thường xuyên, và chỉ tắm khi cần thiết, chẳng hạn chúng đi nghịch bẩn ở đâu đó về, hoặc có mùi hôi hay một vì lý do nào khác, nên lau mặt cho chó thường xuyên, nhất là ở những chỗ nếp nhăn trên mặt, vì bụi bẩn rất hay bị dính vào những khe đó.
Chúng sống lâu khoảng 8 năm, tuy nhiên chó Bun hay bị sự hô hấp nặng nhọc, sinh nở khó khăn. Do đầu của chúng quá to, nên thường khi chó cái đến thời kỳ sinh nở, nhiều trường hợp người ta buộc phải dùng đến biện pháp phẫu thuật, để lấy chó con ra. Chúng rất nhạy cảm với nhiệt độ cao vào những hôm trời nóng. Rất nhạy cảm với nhiệt độ thấp. Chúng là loài chịu nóng rất kém, không nên tập dượt nó trong những giờ nóng nhất trong ngày. Vào những ngày hè, không nhốt chúng trên xe. Tất cả loài chó đều chịu nóng dở, dễ bị tổn thương vì hơi nóng bao phủ, chó Bun còn dễ chết vì nóng. Chó Bun có thói làm biếng tập luyện, nhưng chúng ta cần dẫn chúng đi dạo hàng ngày, để tránh tình trạng chúng sẽ bị béo phì do phàm ăn vì chó Bun có hệ tiêu hoá rất tốt nên chúng hay đói và luôn dùng mũi để đánh hơi và vì thế có thể làm phiền đến mọi người. Các bệnh có thể gặp ở chúng là thể mắc các bệnh về hô hấp. Mắt tương đối kém và dễ bị nhiễm trùng da. Ngoài ra, giống chó Bulldog rất nhạy cảm với nhiệt độ thay đổi.

## Tập tính
Mặc dù có vẻ ngoài khá dữ tợn nhưng Bulldog là loài chó hiền lành và hoà nhã. Chúng chỉ tỏ ra dữ tợn đối với kẻ lạ xâm nhập vào lãnh địa cai quản của chúng. Bulldog được đánh giá là giống chó có tình cảm, đáng tin cậy và quan trọng nhất là rất hiền lành đối với trẻ nhỏ. Mặt khác, đây cũng là một người canh gác lý tưởng cho ngôi nhà. Nhờ những khả năng bảo vệ nhạy bén chúng sẽ canh giữ gia chủ một cách chắc chắn và đảm bảo nhất. Rất thích và rất cần được mọi người trong gia đình quan tâm, khi đó Bulldog trở nên rất ngoan ngoãn và phát triển một cách toàn diện.

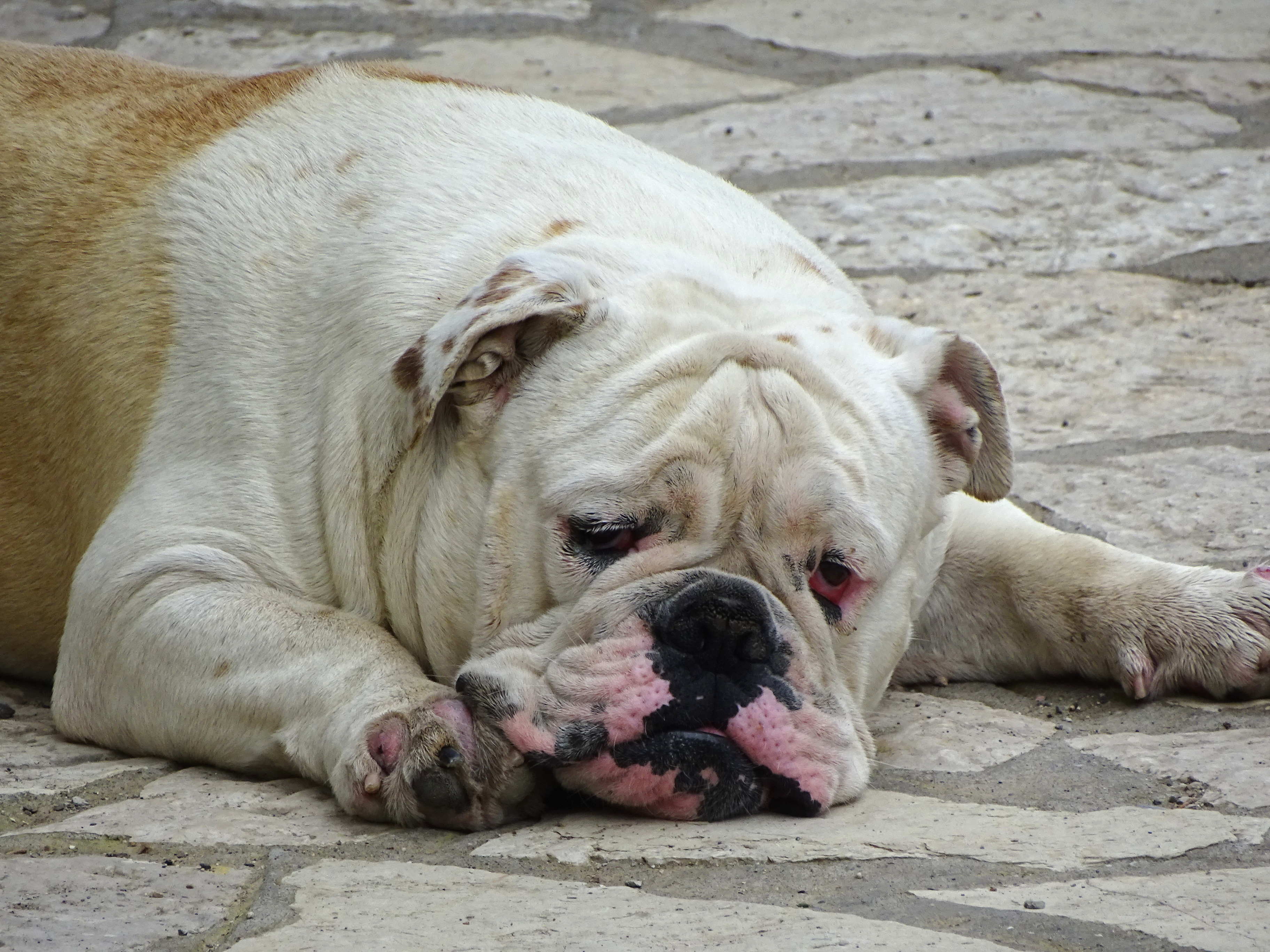
Chó Bun là loài chó phàm ăn, lười vận động và dễ bị béo phì

Một số cá thể có thể tương đối bướng bỉnh, và vì vậy cần có một người chủ cứng rắn và biết cách thể hiện vai trò người chủ một cách rõ ràng trước chúng. Khi chúng hiểu được vị trí và vai trò của mình trong gia đình chủ nhân thì chúng sẽ trở nên rất đáng yêu và hòa thuận với mọi người. Chúng có thể sống thoải mái trong điều kiện căn hộ. Tuy vậy chúng hoạt động khá tích cực trong không gian hẹp và thoải mái nhất khi ở không gian rộng như là sân vườn. Nhiệt độ mát mẻ là thích hợp nhất. Thời tiết nóng quá và lạnh quá sẽ ảnh hưởng đến sức khoẻ của loài chó này. Một số cá thể khi trưởng thành trở nên lười tập luyện, cho chúng tập các bài thể dục để trở nên thon thả và nhanh nhẹn hơn.
Đặc điểm tính cách của chó Bun là chúng thuộc tuýp những loài chó khá hiền lành, thân thiện đối ngược với vẻ bề ngoài khá bặm trợn và có phần hơi ngầu của chúng. Chúng rất đáng tin cậy trong công việc, yên tâm khi giao việc canh gác bảo vệ cho chúng. Một giống chó rất thích hợp nuôi trong nhà, căn hộ gia đình. Chúng hiền lành, thân thiện, thông minh và sống rất tình cảm. Đặc biệt hơn, đây là giống chó rất thích chơi đùa với trẻ em. Không nhất thiết là phải có sân tập hay sân chơi quá rộng, thỉnh thoảng có thể cho chúng đi dạo quanh nhà. Đây là một giống chó lười vận động, nếu để nó ăn nhiều và lười tập thể dục thì nó sẽ phát phì.